# 二本松右馬頭
二本松 右馬頭（にほんまつ うまのかみ）は、安土桃山時代の武将。相馬義胤の家臣。

## 略歴
陸奥国相馬氏の家伝「奥相茶話記」「東奥中村記」などにみられる人物。安達郡二本松城主・二本松義国の舎弟安房守の子・右馬頭の子とされる。
父は義国のために討たれたが、母は相馬堀内氏の娘であるため、相馬に来て仕えたという。天正17年（1589年）7月18日の坂本犀の鼻の合戦などで活躍した。「右馬頭」は二本松村国と二本松晴国の官途名でもある。